# Werner Lenz (Erziehungswissenschaftler)

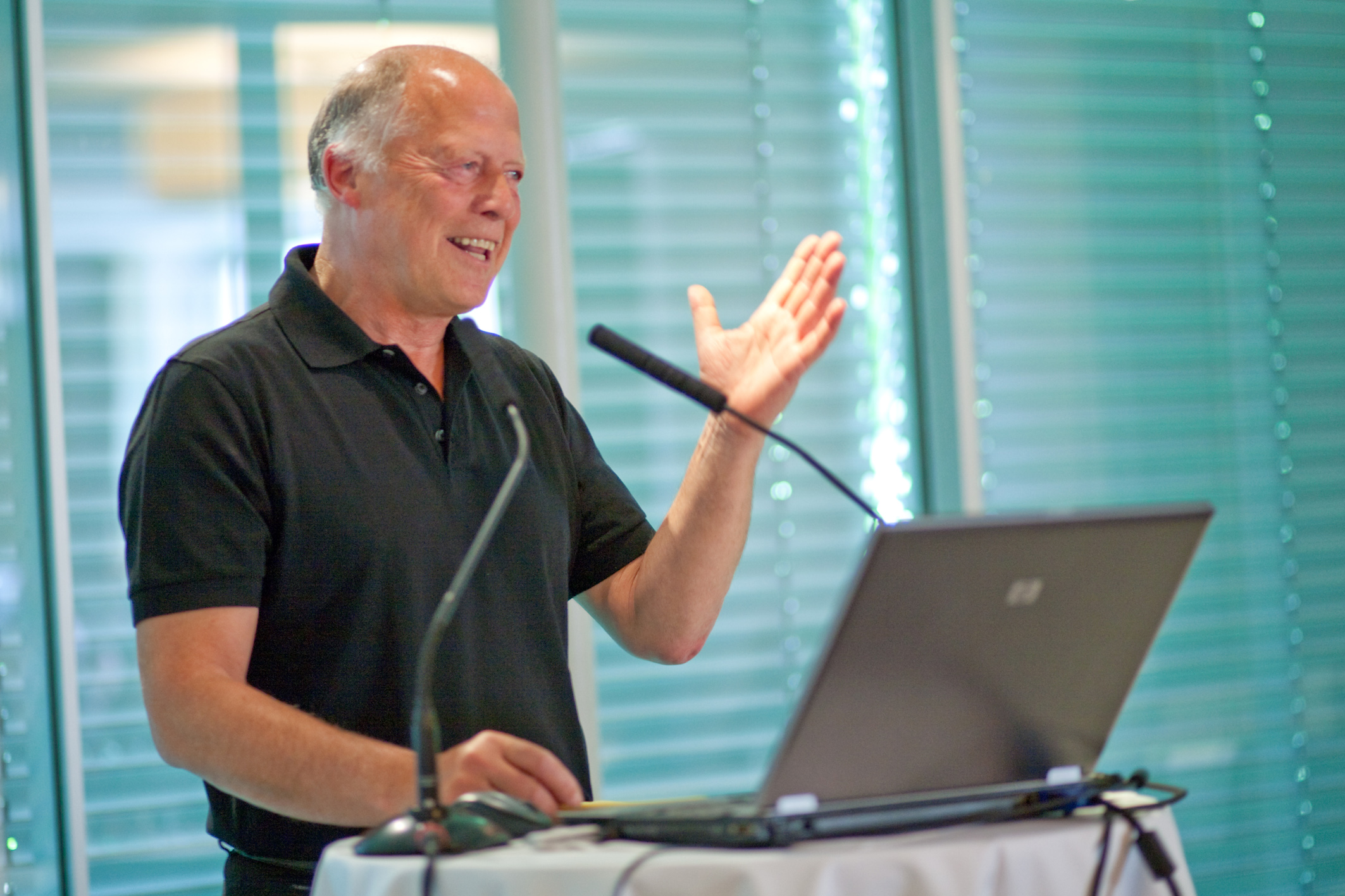
Werner Lenz (Universität Graz)

Werner Lenz (* 1944 in Wien) ist ein österreichischer Bildungswissenschaftler.

## Leben
Werner Lenz studierte von 1968 bis 1973 an der Universität Wien im Hauptfach Pädagogik und in den Nebenfächern Politikwissenschaft und Philosophie und promovierte 1973 zum Dr. phil. In den Jahren 1972 bis 1984 war er Universitätsassistent an den Universitäten Wien und Klagenfurt. Im Jahr 1982 verfasste er seine Habilitation an der Universität Graz. 1984 wurde er Professor für Erziehungswissenschaften mit besonderer Berücksichtigung der Erwachsenenbildung und Leiter der Abteilung für Erwachsenenbildung und Weiterbildung des Instituts für Erziehungs- und Bildungswissenschaften an der Universität Graz. Von 2007 bis 2011 war er Gründungsdekan der neu gegründeten Fakultät für Umwelt-, Regional- und Bildungswissenschaften der Universität Graz. Seit 2005 war er Sprecher des Doktorandinnenkollegs „Lifelong Learning“, das in Kooperation der Universitäten Graz, Klagenfurt und der Donau-Universität Krems angeboten wurde. Die Emeritierung erfolgte, nach fast dreißigjährigem Wirken als Universitätsprofessor, zum 30. September 2012.

## Auszeichnungen
- 2004 Großes Silbernes Ehrenzeichen für Verdienste um die Republik Österreich[1]
- 2004 Großes Ehrenzeichen des Landes Steiermark
- 2011 Österreichischer Staatspreis für Erwachsenenbildung
- 2016 Bruno-Kreisky-Preis für das politische Buch, Sonderpreis für Erwachsenen- und Weiterbildung Österreich[2]

## Schriften
- Niemand ist ungebildet. Beiträge zur Bildungsdiskussion. LIT, Münster 2004, ISBN 3-8258-7620-9.
- Porträt Weiterbildung Österreich. W. Bertelsmann, Bielefeld 2005, ISBN 3-7639-1913-9.
- Interdisziplinarität - Wissenschaft im Wandel. Löcker, Wien 2010, ISBN 978-3-85409-575-0.
- Wertvolle Bildung. Kritisch -skeptisch - sozial. Löcker, Wien 2011, ISBN 978-3-85409-591-0.
- Bildung - Eine Streitschrift. Abschied vom lebenslänglichen Lernen. Löcker, Wien 2012, ISBN 3-85409-606-2.
- Bildung baut Brücken. Alternativen zur Lernindustrie. Löcker, Wien 2013, ISBN 978-3-85409-695-5.
- Erwachsenen- und Weiterbildung Österreich. Länderporträt. (gem. mit Elke Gruber). W Bertelsmann, Bielefeld 2016, ISBN 978-3-7639-5383-7
- Kritisch sind wir hoffentlich alle: Erwachsenenbildung im Spannungsfeld von Subjekt, Arbeit und Gesellschaft. (Hg. gem. mit Monika Kastner, Peter Schlögl). Löcker, Wien 2019, ISBN 978-3-85409-994-9
- Bildungsreformen praxisnah. Berufstätige erforschen ihr Umfeld. (Hg. gem. mit Sabine Zenz). Mymorawa, Wien 2022, ISBN 978-3-99129-572-3 - Hardcover, ISBN 978-3-99129-573-0 - E-Book